# Líquido de Dakin
O líquido de Dakin (líquido antisséptico de Dakin, solução diluída de hipoclorito de sódio) é uma solução composta de hipoclorito de sódio e bicarbonato de sódio e água. Foi desenvolvida pelo químico inglês Henry Drysdale Dakin e pelo cirurgião francês Alexis Carrel. É utilizado pela medicina como antisséptico local, em feridas e úlceras e na odontologia em irrigação de canais desvitalizados.